# Јужни ветар: На граници
Јужни ветар: На граници је српска телевизијска серија из 2023. године, која је премијерно приказивана на каналу РТС 1  од 25. фебруара 2023. године. Представља наставак претходно приказаних серија Јужни ветар и Јужни ветар 2: Убрзање.

## Радња
Серијал Јужни ветар: На граници бави се борбом светских сила — Русије, Америке и Европе, криминалним везама и корупцијом, сукобљеним интересима у чијем је центру Србија и наши јунаци.
Животна прича вође српског подземља, нарко-боса Петра Мараша, ближи се свом неминовном крају. Након куповине земљишта на планираној траси гасовода Јужни ток за снабдевање западне Европе руским гасом он покуша да спаси себе и своју екипу уцењујући државу. Ипак, убрзо постаје јасно да Мараш мора да повуче много ризичније потезе да би, заједно са својом породицом и екипом, преживео рат који им је његов вођа Црвени наметнуо.

## Улоге

### Главне
- Милош Биковић као Петар Мараш
- Миодраг Радоњић као Марко Милошевић „Баћа”
- Предраг Манојловић као Драгослав „Цар" (епизоде 1−6)
- Богдан Диклић као Лазар Мараш Нови „Црвени” (главни: епизоде 7-12; епизодни: епизоде 3−6)
- Александар Берчек као Слободан Остојић „Црвени”
- Јована Стојиљковић као Софија Мараш
- Радован Вујовић као Инспектор Танкосић (епизоде 1−6)
- Ерик Робертс као Џон Бредли (главни: епизоде 7−12; гост: епизода 6)
- Андрија Кузмановић као Кифла
- Оксана Акиншина као Лариса
- Вилијам Болдвин као Ворен Скот

### Епизодне
- Милутин Јанић као Лука Мараш
- Младен Совиљ као Дрка
- Алексеј Гусков као Авгар
- Алексеј Гришин као Сергеј
- Александар Глигорић као Зоран Живковић „Капућино”
- Тамара Крцуновић као Мариja Ђурашиновић
- Милица Гојковић као Бојана/Јована
- Милош Самолов као Бранимир Вуковић „Брана”
- Марко Јанкетић као Роби
- Стефан Капичић као Плави
- Леон Лучев као Славен
- Пасквале Еспозито као Ћезаре Лукарди
- Астрит Кабаши као Лиридон (Либеро, Слобо)
- Миодраг Крстовић као Бели
- Изудин Бајровић као Сава
- Иван Ђорђевић као Марко Поповић
- Гордан Кичић као Којић
- Александар Стојковић као Љубо
- Слађана Зрнић као Зорица
- Алексеj Бјелогрлић као Лепи
- Миодраг Драгичевић као Бамби
- Милица Трифуновић као Нина
- Урош Јаковљевић као Јовић
- Анђелика Симић као Јелица
- Елизабета Ђоревска као Софијина мајка
- Оливера Бацић као Мара
- Ђорђе Ђоковић као Паки
- Миодраг Милованов као Црни
- Првослав Заковски као Зелени
- Добрила Стојнић као секретарица
- Раде Марковић као Алави
- Славен Дошло као саветник
- Франо Ласић као шеф
- Мирко Влаховић Као Мирко Радоњић
- Павле Поповић као Микан
- Радослав Миленковић као Дркин отац
- Милан Колак као Стеван
- Момчило Пићурић као Маки
- Вахид Џанковић као Пикси
- Петар Милићевић  као Цаха
- Танасије Узуновић као Мирољуб Вујић Вуја
- Марко Гиздавић као Игор
- Богдан Галић као Реља
- Саша Торлаковић као Бојанић
- Небојша Кундачина као председник скупштине
- Бранко Ђурић као министар Перишић
- Владимир Максимовић као Перишићев сарадник
- Владимир Ђорђевић као Амир
- Златија Оцокољић као Маријина колегиница
- Предраг Милетић као Ровчанин
- Ненад Гвозденовић као доктор
- Мерседес де ла Круз као Воренова жена
- Татјана Венчеловски као мајка Лепог
- Татјана Кецман као Кева
- Милан Чучиловић као гинеколог
- Ђузепе Ренцо као Паоло
- Антонио Скарпа као Лино
- Горан Јокић као Огњен
- Никола Станковић као Бојан
- Лазар Миљковић као Никола
- Урош Здјелар као телохранитељ
- Бојан Кривокапић као пилот
- Даниел Ковачевић као Дима
- Небојша Дугалић као монах
- Енвер Петровци као Милан Радоњић
- Чун Љајчи као Фатос
- Џевдет Јашари као Фатмир
- Ћендреса Јашари као Дора
- Андреј Мехонтшев као Алексеј
- Дмитриј Зенков као Миша
- Игор Опарин као Карп
- Душан Петковић као Бара
- Радоје Чанчаревић као Марашев човек
- Александар Симић као Мали
- Синиша Максимовић као игуман Сава
- Михаил Гаврилов као Авгаров асистент
- Дмитриј Лебедев као Пал
- Наталија Каченко као Тоња
- Олга Белавскаја као Ирада
- Евгенија Ешкина Ковачевић као наратор у реклами
- Иља Шидловски као Вили
- Јевгениј Кузмин као Вадик
- Тимур Каируљин као Олави
- Мирон Лебедев као Дима
- Александр Устугов као Леонид
- Никита Касијањенко као Константин
- Стефан Вукић као осумњичени
- Душан Вукашиновић као инспектор
- Али Деми као Енвер
- Тара Тошевски као девојка у клубу
- Невена Станисављевић као домина
- Петар Миљуш као Контић
- Маја Ранђић као новинарка
- Југослав Крајнов као Маријин шеф
- Мирко Пантелић као странка у пошти
- Љубомир Тодоровић као обезбеђење у пошти
- Јасмина Вечански као дадиља
- Владимир Јоргић као Јеличин асистент
- Владан Јаковљевић као тужилац
- Дејан Јефтић као судија
- Бојан Лојковић као новинар у суду
- Романа Царан као девојка у спаваћој соби
- Исидора Лукић као репортер
- Јован Вилотић као младић у поршеу
- Огњен Малушић као младић у поршеу
- Едита Карађоле као Паолова девојка
- Марта Богосављевић као Воренова девојка
- Милош Танасковић као младић из комуне
- Сунчица Милановић као продавачица на пумпи
- Андреа Форца као службеница банке
- Рифат Рифатовић као Либеров војник
- Јелена Пејовић као новинар
- Доминик Чичак као младић на плажи
- Дује Каталинић као младић на плажи
- Ника Грбеља као девојка на плажи
- Жоржет Понте Ивет као девојка на плажи
- Алзан Пелешић као продавац баклава
- Филип Чукановић као водитељ
- Горан Сацка као анестезиолог
- Јован Крстић као Кифлин отац
- Гаврило Аврамовић као клинац
- Петар Рашевић као возач
- Мирко Солдано као Паолов човек
- Валерио Еспозито као дечак
- Луцио Слама као бескућник
- Антун Тудић као старац
- Свен Јакир као непознати
- Игор Печењев као пецарош
- Домагој Ференчић као пецарош
- Олег Бојко као возач камиона
- Филип Бегановић као Баћин човек
- Мараван Билал као Колубијац
- Енди Хавијер као Колумбијац
- Алексеј Парашев као полицајац
- Роман Синитсин као полицајац
- Евгениј Антонов као снајпериста
- Михајло Ђорђевић
- Никола Тодоровић као новинар Жикић
- Стефан Ђурић Раста као Певач
- Љубомир Николић
- Владимир Мешић као инспектор испред Лазарове зграде